# Quartetto per violino, viola, violoncello e oboe
Il Quartetto per violino, viola, violoncello e oboe K 370 in Fa maggiore è una composizione di Wolfgang Amadeus Mozart.
Composto nel 1781, differisce dagli altri quartetti di Mozart per la formazione impiegata e per l'articolazione in 3 movimenti anziché in 4.
Il primo tempo è in forma sonata ed il tema viene presentato subito dall'oboe e poi esposto dal violino. Nello sviluppo il violino presenta un tema a valori larghi ripreso in stile fugato dagli altri elementi. Nella ripresa vi è una entrata sfasata dell'oboe e del violino, il quale non funge più da sostegno armonico all'oboe come succedeva nell'esposizione, ma risponde allo strumento a fiato.
Il secondo tempo è un adagio struggente nel quale il compositore attribuisce all'oboe la funzione di solista e agli archi un accompagnamento di tipo accordale.
L'ultimo tempo, allegro, è un rondò che richiede un certo virtuosismo all'oboista, specialmente nella penultima variazione.